# مالینووا (ناحیه راکوونیک)
مالینووا (به چکی: Malinová) یک منطقهٔ مسکونی در جمهوری چک است که در ناحیه راکوونیک واقع شده‌است.